# 漕湖街道
漕湖街道是中华人民共和国江苏省苏州市相城区下辖的一个街道办事处。
2014年8月，苏州市人民政府批复同意调整北桥街道办事处管理区域，以漕湖花园一社区、漕湖花园二社区等2个社区居委会和下堡、上浜、卫星、倪汇、汤浜等5个村委会区域，设立漕湖街道办事处，办事处办公地点设在钱泾路。

## 行政区划
漕湖街道下辖以下村级行政区划单位：
漕湖花园一社区、漕湖花园二社区、观塘社区、上浜村、下堡村、卫星村、倪汇村和汤浜村。